# Марі-Білямор
Марі́-Білямо́р (рос. Мари-Бялимор, марій. Марий Пыламарий) — село у складі Марі-Турецького району Марій Ел, Росія. Адміністративний центр Марі-Біляморського сільського поселення.

## Населення
Населення — 872 особи (2010; 924 у 2002).
Національний склад (станом на 2002 рік):
- марійці — 68 %
- росіяни — 28 %